# Scrophularineae Indicae
Scrophularineae Indicae (abreviado Scroph. Ind.) es un libro con ilustraciones y descripciones botánicas que fue escrito por el botánico, pteridólogo y micólogo inglés George Bentham y publicado en el año 1835.